# コア・トランスフォーメーション
コア・トランスフォーメーションは、NLP（神経言語プログラミング）スキルの一つである。個人の深層心理にあるアイデンティティーやミッションステイトメントなどを取り扱っており、その応用領域は、社会文化にまで及んでいる。
コア・トランスフォーメーションは、タマラ・アンドレアスとコニリー・アンドレアスによって開発された。

## コアステートという概念
コア・トランスフォーメーションのワークを行っていくと、コアステートに到達する。
コアステートとは、自分自身の内部にあるアイデンティティーの根源であり、自分自身の存在意義であり、深いパーソナリティーである。
例えば、社会において結果を出している人や、成功者と言われている人の中には、その栄光とは裏腹にマイナスの感情を抱えている人が意外と多い。そして、満たされた生活を送っている人は意外と少ない。
成功者といわれ、最高の成果を出す方の中には、自分のマイナス感情を覆い隠す為に、努力を続けている人が多い。
しかし、コアステートに到達する事により、このマイナスの感情をプラスに変化させ、改善する事が可能である。そして、自分や他人に対する恨みなど、時折顔を出す自分自身のマイナスの感情を肯定的に感じる事ができる。

## コアステートに到達する経緯
人は、記憶を身体の部位（パート）で行う。
コアステートに到達する過程おいて、気持ちを落ち着けパート（部位に関しては、人によって違いがある）が働きかけて来るポジティブな意図を受け取る。そして、パートに対して質問を繰り返す。
「あなた（パート）は、現在の状況をどう変化させ、豊かにしますか？」
「あなた（パート）は、何を望んでいるのですか？」
次に、パートの成長を助け、両親・祖父母からのコアステートを受け取る。
受け取る際には、獲得するのではなく、体験するという事が大切である。この絶妙なニュアンスが難しい為に、コアステートを感じる事に時間をかける人もいる。
コア・トランスフォーメーションは、とても高度な心理療法である為に、実践者のガイドがあった方が、コアステートを発見する事ができ、より深い体験をする事ができる。